# Carl Erik Uddenberg
Carl Erik Uddenberg, född 24 december 1908 i Varberg, död 18 november 1962, var en svensk psykiater. Han var gift med Gunborg Uddenberg och far till Nils Uddenberg.
Uddenberg blev medicine licentiat vid Lunds universitet 1937, var underläkare vid Lunds lasarett och Sahlgrenska sjukhuset i Göteborg 1937–43, biträdande överläkare vid psykiatriska kliniken i Lund 1943–46, förste läkare vid rättspsykiatriska avdelningen på Sankt Lars sjukhus i Lund 1946–49, överläkare där 1949–53, rättspsykiatriska avdelningen på fångvårdsanstalten i Malmö 1953–56 och på Malmö östra sjukhus från 1956. Han var även läkare vid epileptikeranstalterna i Höör från 1947. Han var ledamot 1953 års sinnesundersökningsutredning och författade skrifter i psykiatriska och rättspsykiatriska ämnen.